# 肯·格林 (1959年)
肯尼思·格林（英語：Kenneth Green，1959年9月19日—），美国篮球运动员，曾效力于NBA联盟。他在1981年的NBA选秀中第2轮第34顺位被丹佛掘金选中。